# John Gallaudet
John Gallaudet, né le 23 août 1903 à Philadelphie et mort le 5 novembre 1983 à Los Angeles, est un acteur américain.

## Filmographie partielle
- 1936 : Counterfeit (en) de Erle C. Kenton
- 1936 : The Final Hour de D. Ross Lederman
- 1936 : Shakedown de David Selman
- 1936 : The Blackmailer de Gordon Wiles
- 1936 : Alibi for Murder de D. Ross Lederman
- 1936 : La Chanson à deux sous de Norman Z. McLeod
- 1936 : Come Closer Folks de D. Ross Lederman
- 1936 : Aventure à Manhattan d'Edward Ludwig
- 1937 : The Devil's Playground de Erle C. Kenton
- 1937 : Racketeers in Exile de Erle C. Kenton
- 1937 : Criminels de l'air de Charles C. Coleman
- 1937 : Échec au crime (I Promise to Pay) de D. Ross Lederman
- 1937 : Speed to Spare de Lambert Hillyer
- 1937 : Girls Can Play de Lambert Hillyer
- 1937 : A Dangerous Adventure de D. Ross Lederman
- 1937 : Double or Nothing de Theodore Reed
- 1937 : Murder Is News de Leon Barsha
- 1937 : The Game That Kills de D. Ross Lederman
- 1937 : I'll Take Romance de Edward H. Griffith
- 1937 : Paid to Dance de Charles C. Coleman
- 1938 : Who Killed Gail Preston de Leon Barsha
- 1938 : When G men Step In de Charles C. Coleman
- 1938 : The Devil's Party de Ray McCarey
- 1938 : Federal Man-Hunt de Nick Grinde
- 1938 : The Main Event de Daniel Dare
- 1938 : Les Bébés turbulents de Wesley Ruggles
- 1938 : Un amour de gosse (Little Miss Roughneck) d'Aubrey Scotto
- 1939 : Les Ailes de la flotte  de Lloyd Bacon
- 1939 : Twelve Crowded Hours de Lew Landers
- 1939 : Sudden Money de Nick Grinde
- 1939 : Street of Missing Men de Sidney Salkow
- 1939 : Code of the Secret Service de Noel M. Smith
- 1939 : They All Come Out de Jacques Tourneur
- 1939 : Frou-frou de Broadway (The Star Maker) de Roy Del Ruth
- 1939 : Hero for a Day de Harold Young
- 1939 : One Hour to Live de Harold D. Schuster
- 1940 : Parole Fixer de Robert Florey
- 1940 : Opened by Mistake de George Archainbaud
- 1940 : Ski Patrol de Lew Landers
- 1940 : Golden Gloves de Edward Dmytryk
- 1940 : A Fugitive from Justice de Terry O. Morse
- 1940 : Wagon Westward de Lew Landers
- 1940 : Gambling on the High Seas de George Amy
- 1940 : Knute Rockne All American de Lloyd Bacon
- 1940 : Dancing on a Dime de Joseph Santley
- 1941 : A Shot in the Dark de William C. McGann
- 1941 : Glamour Boy de Ralph Murphy
- 1942 : Le Mystérieux Docteur Broadway (Dr. Broadway) d'Anthony Mann
- 1942 : L'amour chante et danse de Mark Sandrich
- 1946 : La Mélodie du bonheur de Stuart Heisler
- 1946 : Wife Wanted de Phil Karlson
- 1948 : Docks of New Orleans de Derwin Abrahams
- 1949 : La Rue de la mort (Side Street) d'Anthony Mann
- 1950 : Tourment (Right Cross) de John Sturges
- 1950 : Sables mouvants d'Irving Pichel
- 1951 : Angels in the Outfield de Clarence Brown
- 1953 : The Kid from Left Field de Harmon Jones
- 1955 : Double Jeopardy de R. G. Springsteen
- 1956 : Le Diabolique M. Benton d'Andrew L. Stone